# Lijst van burgemeesters van Vaals
Dit is een lijst van burgemeesters van de Nederlandse gemeente Vaals in de provincie Limburg.
| Ambtsperiode  | Naam burgemeester                                        | Partij of stroming | Bijzonderheden |
| ------------- | -------------------------------------------------------- | ------------------ | --- |
| 1794 - ??     | J.M. Fellinger                                           |                    | eerste maire |
| ca. 1807      | Jean Henri Fellinger                                     |                    | cojoint (viceburgemeester) |
| 1810? - 1813? | Carl Theodor Arnold von Clermont                         |                    | maire, zoon van Johann Arnold von Clermont |
| 1807 - 1816   | J.R. Trostdorff                                          |                    | maire |
| 1816 - 1835?  | F.C.A. von Clermont                                      |                    | |
| 1836? - 18??  | Friedrich Frans Joseph Maria Anton von Pelser-Berensberg |                    | wordt al in 1833 ereburgemeester genoemd, op 6 januari 1835 genoemd als burgemeester in de huwelijksakte Vaals 1835 no.1 (huwelijk van zijn dochter Maria H.A.F.) |
| 18?? - 18??   | F.H. de Clermont                                         |                    | |
| 1843 - 1866   | A.J. van Reij                                            |                    | |
| 1866 - 1903   | Leonard Frans Hubert Carl Ruland                         |                    | tevens lid Tweede Kamer der Staten-Generaal (1886-1891) |
| 1903 - 1904   | W.L. van Reij                                            |                    | |
| 1904 - 1907   | C.C. Sträter                                             |                    | |
| 1907 - 1917   | F.V. Quadekker                                           |                    | |
| 1917 - 1941   | Hubertus J. Rhoen                                        |                    | |
| 1941 - 1944   | F.J.W. Souren                                            |                    | |
| 1944          | W.B. van de Werff                                        | NSB                | |
| 1944 - 1950   | Hubertus J. Rhoen                                        |                    | |
| 1950 - 1951   | Cees Becht                                               | KVP                | |
| 1951 - 1976   | J.F.J. Maenen                                            | KVP                | |
| 1977 - 1984   | Emile van Leent                                          | KVP / CDA          | |
| 1985 - 1991   | Rien Damen                                               | PvdA               | |
| 1991 - 1992   | Louw Hoogland                                            | PvdA               | waarnemend |
| 1992 - 1995   | John van Dijk                                            | PvdA               | |
| 1996 - 2005   | Monique Quint-Maagdenberg                                | PvdA               | |
| 2005 - 2006   | Hans Lurvink                                             | CDA                | waarnemend |
| 2006 - 2020   | Reg van Loo                                              | partijloos         | |
| 2020 - heden  | Harry Leunessen                                          | PvdA               | |